# Teràpia d'aversió
La teràpia d'aversió és un tipus de tractament psiquiàtric o psicològic que consisteix en exposar el pacient a un estímul al mateix temps que se li fa experimentar alguna forma de sensació desagradable. Amb això s'intenta condicionar al pacient per associar el estímul amb la sensació desagradable i així posar fi a un comportament no desitjat.
Les sensacions desagradables utilitzades són diverses, com aplicar substàncies de sabors desagradables a les ungles (per terminar amb el costum de mossegar-les), substàncies emètiques en combinació amb alcohol (per evitar el seu costum) o l'aplicació d'electro-xocs de diferents intensitats.

## Tèrapia d'aversió contraaddicions
El principal ús actualment de la teràpia d'aversió al tractament de l'alcoholisme i l'addicció a altres drogues. Aquesta forma de tractament es porta realitzant des de 1932. La teràpia d'aversió es basa en canviar l'associació emocional positiva de la visió, olor o sabor de l'alcohol o altres drogues per una negativa. Estudis estadístics realitzats, basats en 17 variables, van mostrar que la teràpia d'aversió millora les taxes d'abstinència a 6 i 12 mesos, i que hi ha menor taxa d'abandonament de pacients en contra l'opinió mèdica de la teràpia aversió, en comparació amb programes sense teràpia d'aversió. La substància més utilitzada en aquesta classe de tractament de l'alcoholisme és el disulfiram, els efectes en combinació amb la teràpia familiar han estat corroborats pels estudios. A la teràpia d'aversió tradicional, que dona feina aversió química o eléctrica4 maig se li va afegir una altra tècnica, la teràpia d'aversió a la imaginació, introduïda per Cautela, una tècnica que es coneix com a sensibilització conversiva. Sensibilització conversiva és una forma de tractament que s'ha fet servir amb èxit en el tractament de l'alcoholisme, la ludopatia i la delinqüència juvenil. També pot usar-se en el tractament del tabaquisme on ha obtingut resultats favorables en comparació a altres tècniques. Kraft i Kraft (2005) van avaluar la sensibilització convertiva en sis classes de tractaments: per a la onicofàgia, consum de cànnabis, menjadors compulsius, tabaquisme, addicció a la xocolata i alcoholisme.

## Teràpia d'aversió i homosexualitat
El psicòleg Martin E.P. Seligman va realitzar un polèmic informe de l'ús de la teràpia d'aversió per intentar canviar l'orientació sexual dels homes homosexuals. En una sèrie d'experiments realitzats en 1966 el procés va semblar inicialment funcionar, amb un 50% dels homes sotmesos a la teràpia que van deixar de posar en pràctica els seus impulsos homosexuals. Aquests resultats van portar a afirmar a Seligman qualificar l'estudi com un èxit. Encara que el propi Seligman va apuntar que les investigacions posteriors van demostrar que la majoria dels homes que havien estat sotmesos a teràpia d'aversió i havien deixat de practicar relacions homosexuals en realitat eren bisexuals, i que entre els homes exclusivament homosexuals la teràpia havia estat molt menys efectiva. L'American Psychiatric Association (Associació psiquiàtrica americana) va declarar que la teràpia d'aversió i altres teràpies de conversió usades per modificar l'orientació homosexual usada fins aleshores són pràctiques nocives psicològicament, no avalades per estudis científics contrastats i no eficaces. Des de 2006 l'ús de la teràpia d'aversió es considera una violació dels codis de conducta professional del l'American Psychological Association i l'American Psychiatric Association. L'ús de la teràpia d'aversió contra l'homosexualitat és il·legal en alguns països. Actualment a Amèrica i Europa l'estandar en psicoteràpia respecte als problemes d'acceptació de l'homosexualitat és la teràpia d'afirmació.